# Neuenhain (Bad Soden am Taunus)
Neuenhain, vor der Gebietsreform in Hessen postalisch als Neuenhain (Taunus) bekannt, ist ein Stadtteil von Bad Soden am Taunus im südhessischen Main-Taunus-Kreis.

## Geschichte

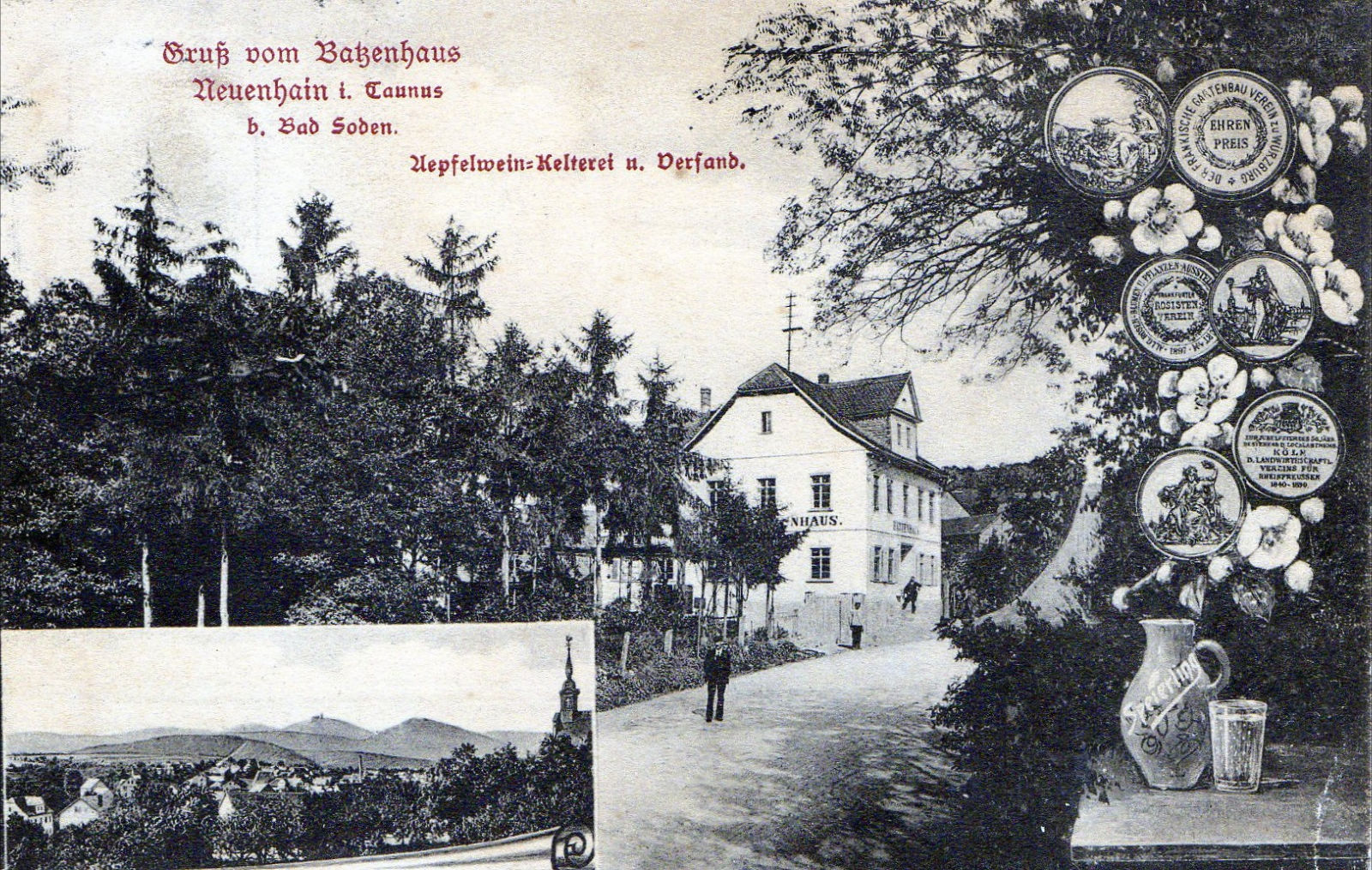
Batzenhaus an der Königsteinerstraße 1909

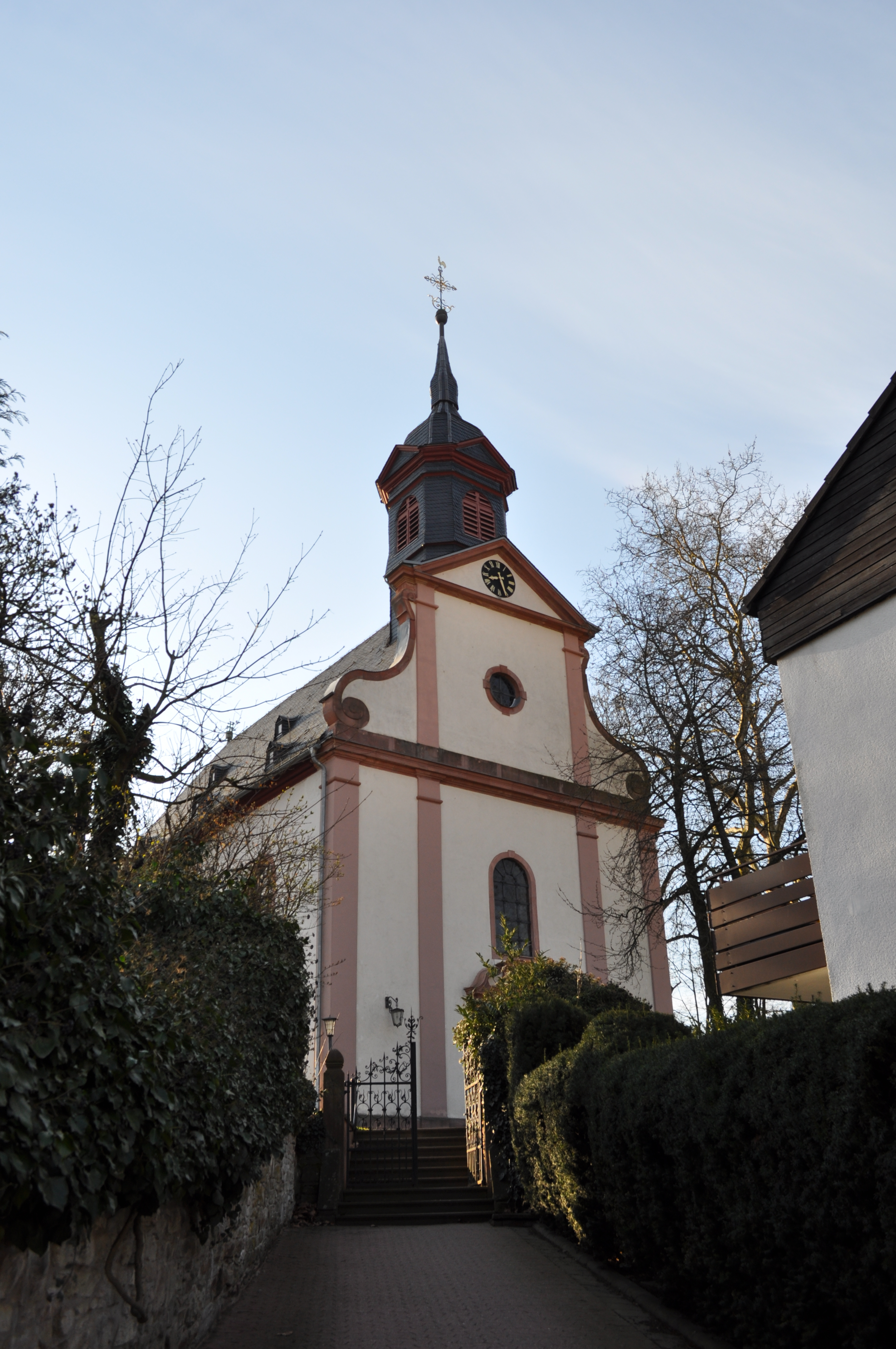
Evangelische Kirche, ehemalige Simultankirche

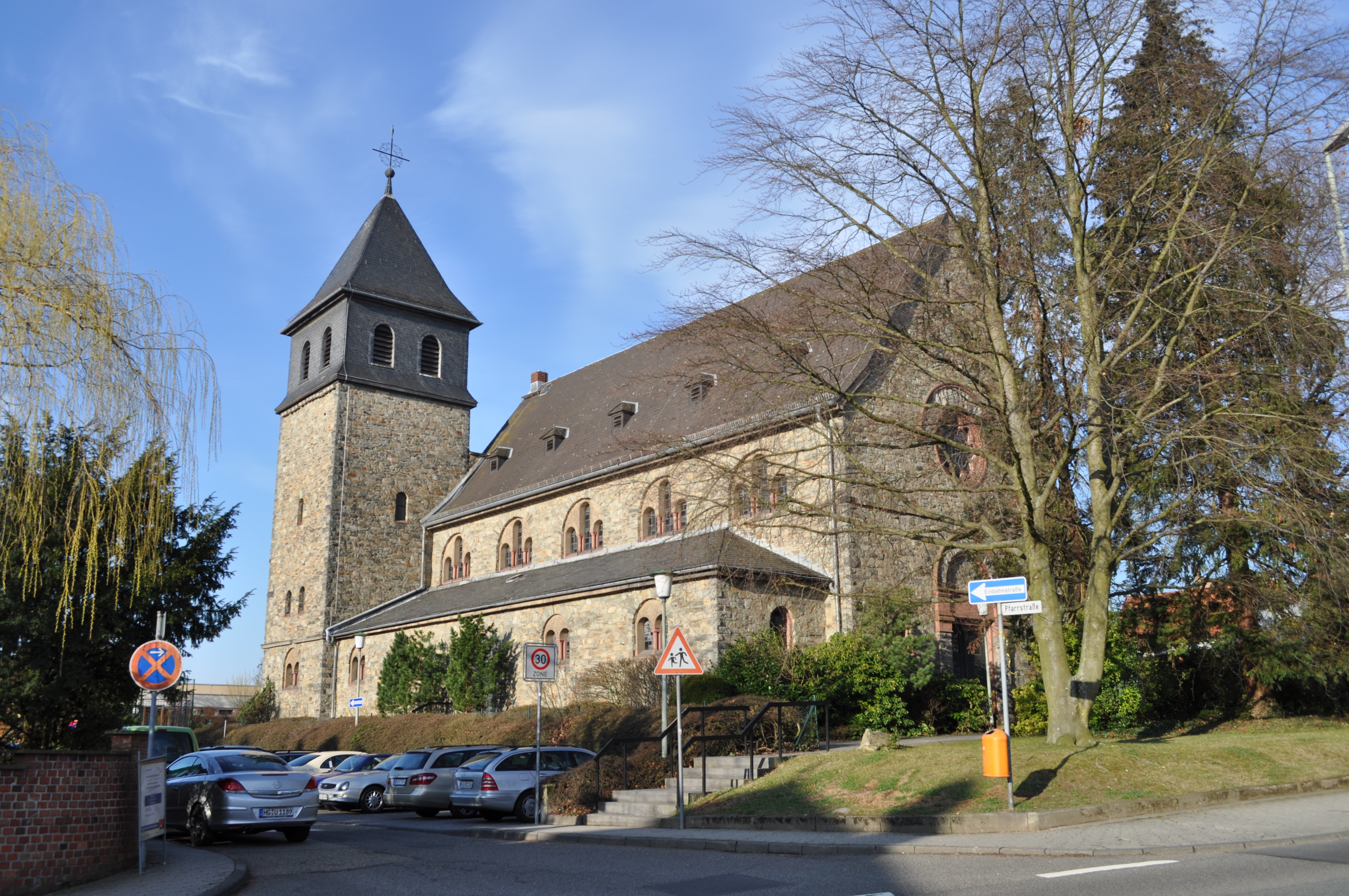
Katholische Pfarrkirche Maria Hilf

### Von den Anfängen bis zur Gebietsreform in Hessen
Die älteste erhalten gebliebene urkundliche Erwähnung als Nuwenhagen datiert aus dem Jahr 1191 und sichert dem Kloster Retters dort den Besitz von vier Weingärten zu.
Ursprünglich war Neuenhain ein Reichsdorf. Die weitere Entwicklung der Hoheitsrechte ergab sich aus dem Besitz der Vogtei über die Sulzbacher Mark. Es wechselten sich die Herren von Falkenstein, von Eppstein, von Sulzbach und von Königstein ab. 1581 ging Neuenhain an die Kurpfalz, 1650 im Bergsträßer Rezess an Kurmainz und 1803 an Nassau-Usingen und gehörte zur Zeit des Herzogtums Nassau zum Amt Königstein.
In der Reformationszeit wurde um 1535 der lutherische Gottesdienst eingeführt. Mit der kurpfälzischen Herrschaft kam 1581 das calvinistische Bekenntnis nach Neuenhain. Nach der Übernahme durch Kurmainz 1650 blieb der evangelische Glauben erhalten. Der katholische Gottesdienst wurde gleichberechtigt eingeführt.
1762–71 wurde der Neubau der Pfarrkirche als Simultankirche errichtet.
Der ovale Ortskern war bis ins 19. Jahrhundert von einem Haingraben (Graben und Wall mit Hainbuchenhecke) umschlossen. Er ist im Grundriss noch gut in dem östlich der Königsteiner Straße gelegenen Straßenzügen zu erkennen. Hecke und Graben wurden nach 1802 beseitigt und 1823 wurde eine Anbindung des Ortes an die 1819 vollendete Königsteiner Chaussee geschaffen.

### Hessische Gebietsreform
Zum 1. Januar 1977 ging Neuenhain im Zuge der Gebietsreform in Hessen in der Stadt Bad Soden am Taunus auf. Die Eigenständigkeit gegenüber der Gesamtstadt beschränkt sich seitdem auf ein eigenes Ortsgericht und Schiedsamt. Ortsbezirke nach der Hessischen Gemeindeordnung wurden nicht errichtet.

### Verwaltungsgeschichte im Überblick
Die folgende Liste zeigt die Staaten und Verwaltungseinheiten, denen Neuenhain angehört(e):
- vor 1803: Heiliges Römisches Reich,  Kurfürstentum Mainz, Oberamt Höchst und Königstein, Amtsvogtei Königstein
- ab 1803: Heiliges Römisches Reich, Fürstentum Nassau-Usingen,[Anm. 2] Amt Königstein
- ab 1806: Herzogtum Nassau,[Anm. 3] Amt Königstein
- ab 1849: Herzogtum Nassau, Regierungsbezirk Wiesbaden, Kreisamt Höchst (Trennung zwischen Justiz (Justizamt Königstein) und Verwaltung)
- ab 1854: Herzogtum Nassau, Amt Königstein
- ab 1867: Königreich Preußen,[Anm. 4] Provinz Hessen-Nassau, Regierungsbezirk Wiesbaden, Obertaunuskreis
- ab 1871: Deutsches Reich, Königreich Preußen, Provinz Hessen-Nassau, Regierungsbezirk Wiesbaden, Obertaunuskreis
- ab 1886: Deutsches Reich, Königreich Preußen, Provinz Hessen-Nassau, Regierungsbezirk Wiesbaden, Obertaunuskreis
- ab 1918: Deutsches Reich, Freistaat Preußen, Provinz Hessen-Nassau, Regierungsbezirk Wiesbaden, Obertaunuskreis
- ab 1919: Deutsches Reich, Hilfskreis Königstein in der französischen Besatzungszone
- ab 1928: Deutsches Reich, Freistaat Preußen, Provinz Hessen-Nassau, Regierungsbezirk Wiesbaden, Main-Taunus-Kreis
- ab 1944: Deutsches Reich, Freistaat Preußen, Provinz Nassau, Main-Taunus-Kreis
- ab 1945: Deutsches Reich, Amerikanische Besatzungszone,[Anm. 5] Groß-Hessen, Regierungsbezirk Wiesbaden, Main-Taunus-Kreis
- ab 1946: Deutsches Reich, Amerikanische Besatzungszone, Hessen, Regierungsbezirk Wiesbaden, Main-Taunus-Kreis
- ab 1949: Bundesrepublik Deutschland, Hessen, Regierungsbezirk Wiesbaden, Main-Taunus-Kreis
- ab 1968: Bundesrepublik Deutschland, Regierungsbezirk Darmstadt, Main-Taunus-Kreis
- ab 1977: Bundesrepublik Deutschland, Regierungsbezirk Darmstadt, Main-Taunus-Kreis, Stadt Bad Soden am Taunus

## Bevölkerung

### Einwohnerstruktur 2011
Nach den Erhebungen des Zensus 2011 lebten am Stichtag dem 9. Mai 2011 in Neuenhain 6792 Einwohner. Darunter waren 768 (11,3 %) Ausländer.
Nach dem Lebensalter waren 1116 Einwohner unter 18 Jahren, 2538 zwischen 18 und 49, 1239 zwischen 50 und 64 und 1896 Einwohner waren älter. Die Einwohner lebten in 3354 Haushalten. Davon waren 1353 Singlehaushalte, 981 Paare ohne Kinder und 783 Paare mit Kindern, sowie 177 Alleinerziehende und 57 Wohngemeinschaften. In 1119 Haushalten lebten ausschließlich Senioren und in 1935 Haushaltungen lebten keine Senioren.

### Einwohnerentwicklung
| Quelle: Historisches Ortslexikon |                                             |
| • 1581:                          | 54 Männer                                   |
| • 1610:                          | 62 Männer                                   |
| • 1688:                          | 36 evangelische und 15 katholische Familien |
| • 1769:                          | 77 Häuser                                   |
| • 1794:                          | 98 Märker                                   |
| • 1800:                          | 50 Familien                                 |
| • 1806:                          | 77 Märkerlose                               |
| • 1809:                          | 107 Märker                                  |

| Neuenhain: Einwohnerzahlen von 1817 bis 2011 | Neuenhain: Einwohnerzahlen von 1817 bis 2011 | Neuenhain: Einwohnerzahlen von 1817 bis 2011 | Neuenhain: Einwohnerzahlen von 1817 bis 2011 | Neuenhain: Einwohnerzahlen von 1817 bis 2011 |
| --- | -------------------------------------------- | -------------------------------------------- | -------------------------------------------- | -------------------------------------------- |
| Jahr |                                              |                                              |                                              | Einwohner                                    |
| 1817 | 1817                                         |                                              | 373                                          | 373                                          |
| 1834 | 1834                                         |                                              | 517                                          | 517                                          |
| 1840 | 1840                                         |                                              | 552                                          | 552                                          |
| 1846 | 1846                                         |                                              | 541                                          | 541                                          |
| 1852 | 1852                                         |                                              | 672                                          | 672                                          |
| 1858 | 1858                                         |                                              | 647                                          | 647                                          |
| 1864 | 1864                                         |                                              | 699                                          | 699                                          |
| 1871 | 1871                                         |                                              | 774                                          | 774                                          |
| 1875 | 1875                                         |                                              | 845                                          | 845                                          |
| 1885 | 1885                                         |                                              | 984                                          | 984                                          |
| 1895 | 1895                                         |                                              | 1.121                                        | 1.121                                        |
| 1905 | 1905                                         |                                              | 1.354                                        | 1.354                                        |
| 1910 | 1910                                         |                                              | 1.504                                        | 1.504                                        |
| 1925 | 1925                                         |                                              | 1.736                                        | 1.736                                        |
| 1939 | 1939                                         |                                              | 1.852                                        | 1.852                                        |
| 1946 | 1946                                         |                                              | 2.361                                        | 2.361                                        |
| 1950 | 1950                                         |                                              | 2.454                                        | 2.454                                        |
| 1956 | 1956                                         |                                              | 2.458                                        | 2.458                                        |
| 1961 | 1961                                         |                                              | 2.825                                        | 2.825                                        |
| 1967 | 1967                                         |                                              | 3.712                                        | 3.712                                        |
| 1970 | 1970                                         |                                              | 4.069                                        | 4.069                                        |
| 1980 | 1980                                         |                                              | ?                                            | ?                                            |
| 1987 | 1987                                         |                                              | 6.294                                        | 6.294                                        |
| 2000 | 2000                                         |                                              | ?                                            | ?                                            |
| 2011 | 2011                                         |                                              | 6.792                                        | 6.792                                        |
| Datenquelle: Historisches Gemeindeverzeichnis für Hessen: Die Bevölkerung der Gemeinden 1834 bis 1967. Wiesbaden: Hessisches Statistisches Landesamt, 1968. Weitere Quellen: LAGIS; Zensus 2011 |                                              |                                              |                                              |                                              |

### Historische Religionszugehörigkeit
| • 1885: | 471 evangelische (= 47,9 %), 496 katholische (= 50,4 %), 6 jüdische (= 0,6 %) Einwohner |
| • 1961: | 1362 evangelische (= 48,2 %), 1379 katholische (= 48,8 %) Einwohner                     |

## Kultur und Sehenswürdigkeiten

### Sport
In Neuenhain gibt es mit dem Fußballverein 08 Neuenhain einen Fußballverein für Kinder, Jugendliche und Senioren. Aktuell spielt die 1. Mannschaft des „FV08“, wie er im Ort genannt wird, in der Kreisober-Liga Main-Taunus. Bis zum Sommer 2010 gab es in Neuenhain mit dem FC Taunus Neuenhain noch einen weiteren Fußballverein. Auch gibt es den Reit- und Fahrverein Neuenhain 1932 e. V.
Mit der Handballspielgemeinschaft Neuenhain/Altenhain 1996 gibt es auch eine Handballabteilung in Neuenhain, die zur Hälfte von der TSG Neuenhain gestellt wird. Die HSG verfügt neben dem Jugendbereich über drei Herrenmannschaften, die 1. Mannschaft spielt seit 2017 in der Bezirksoberliga, im Bezirk Wiesbaden-Frankfurt.

### Naturdenkmäler

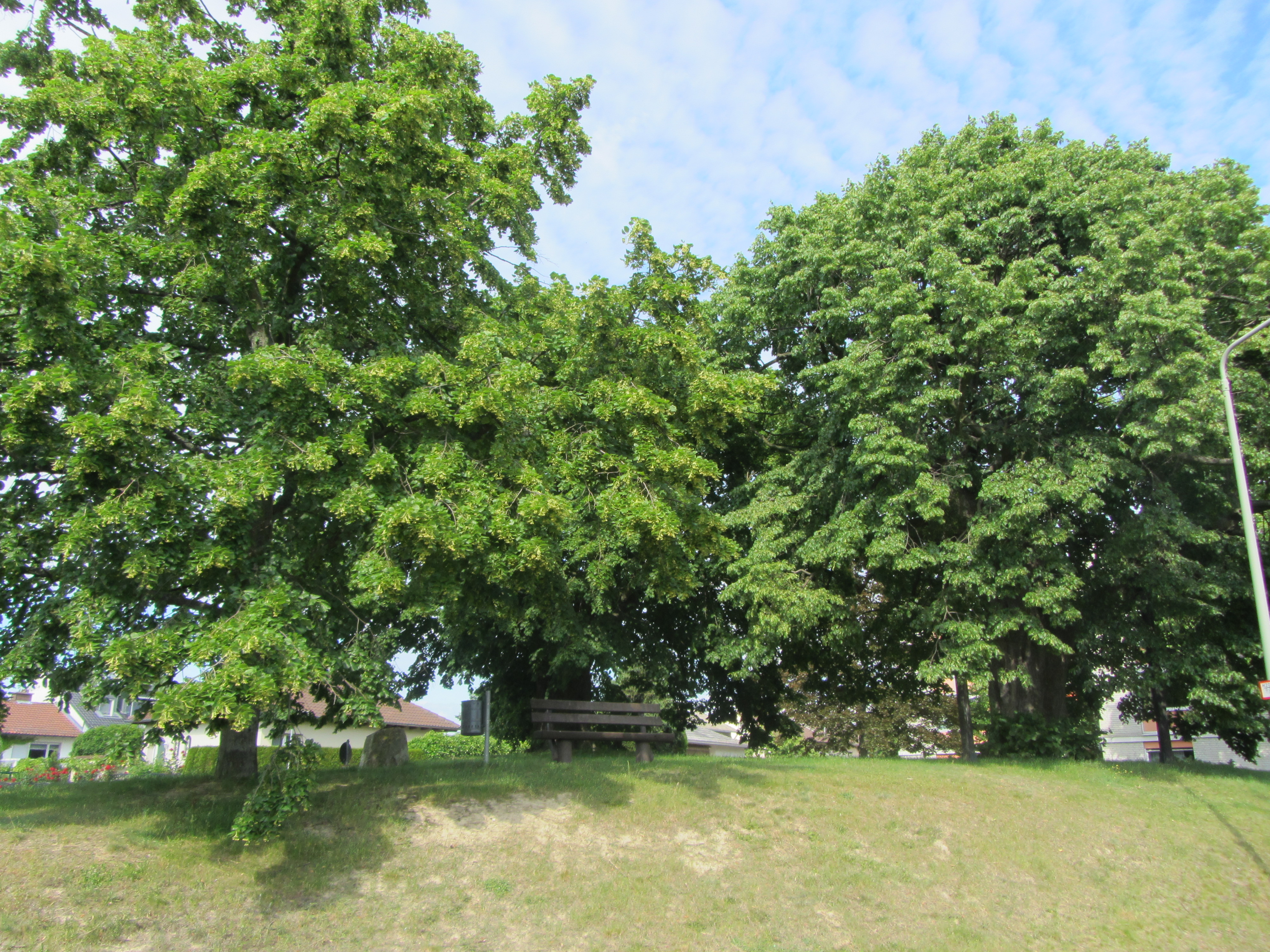
Die Drei Linden

Auf einer Anhöhe an der Drei-Linden-Straße stehen drei Linden. Sie sind das Wahrzeichen Neuenhains und sind im Wappen der früheren Gemeinde Neuenhain abgebildet. Sie waren in der Vergangenheit als Aussichtspunkt von weitem sichtbar. Die zwei ältesten der drei Linden stammen etwa von 1640. Die Westlinde wurde in 1962 als Ersatz für den gut hundertjährigen bei Tiefbauarbeiten beschädigten Vorgängerbaum nachgepflanzt.
Unter anderem besuchten Felix Mendelssohn Bartholdy (1844/45), Hoffmann von Fallersleben (1844) und Pjotr Iljitsch Tschaikowski (1870) die drei Linden.

## Verkehr
Neuenhain liegt an der L 3266, der Königsteiner Straße, die von Frankfurt-Höchst im Süden schnurgerade nach Königstein führt.

## Persönlichkeiten, Töchter und Söhne
- Ludwig Wilhelm Wilhelmi (1796–1882), evangelischer Landesbischof von Nassau
- Elvira Bach (* 1951), Künstlerin
- Christian Seybold (1695–1768), Hofmaler
- Klaus Juncker (* 1943), Bankmanager und Wirtschaftswissenschaftler, lebte in Neuenhain